# Курбатов Володимир Якович
Курбатов Володимир Якович (рос. Курбатов Владимир Яковлевич 1878, Санкт-Петербург — 1957, Ленінград) — російський хімік, викладач, мистецтвознавець, інженер-технолог, письменник, історик архітектури і садового мистецтва. Перший директор Музею садово-паркового мистецтва, ліквідованого за часів СРСР.

## Життєпис. Передмова
Так зване російське Срібне століття характеризувалось ще і появою універсально обдарованих митців і діячів культури, серед яких Бенуа Олександр Миколайович (1870—1960), Дягілєв Сергій Павлович (1872—1929), Яремич Степан Петрович (1869—1939), Врангель Микола Миколайович (1880—1915), Войтинська Надія Савелівна (1886—1965), жінки-скульптори і жінки-художниці. Цілком до когорти діячів Срібного століття належав і універсально обдарований Курбатов Володимир Якович.

## Ранні роки і освіта
Походив з родини, де батько вислужив особисте дворянство. Батько помер рано, коли Володимиру було три роки. Трьох дітей родини виховувала мати.
Володимир Курбатов навчався у Міському початковому училищі, а потім у П'ятому чоловічому початковому училищі імені Р. І. Кондратенко. 1896 року він закінчив Сьому петербурзьку чоловічу гімназію із золотою медаллю.
Закінчив також фізико-математичний факультет Імператорського Петербурзького університету 1900 року. Працював під керівництвом уславленого науковця-хіміка Дмитра Івановича Менделєєва в Головній палаті вимірів та ваг, а згодом в хімічній лабораторії Петербурзького університету.

## Наукова та громадська діяльність
Був членом Русійського фізико-хімічного товариства (з 1901 року). З 1908 року працював в Петербурзькому Технологічному інституті (був з 1922 року професором, завідувачем катедри фізичної хімії).
В 1918 році був одним із організаторів створення Фототехнічного інституту. Створив низку наукових праць з фізичної хімії.
Ще наприкінці 1890-х років заприятилював із діячами «Світу мистецтва». Під впливом мистецтвознавчої діяльності Олександра Бенуа та ретроспективних настанов творчості діячів цього товариства сам почав займатися історією Санкт-Петербурга та історією мистецтв як такою.
З 1901 року розпочалась співпраця науковця і історика з періодичними виданнями, серед яких були тогочасні журнали «Художественные сокровища России», «Старые годы», «Аполлон», «Зодчий». Практична діяльність митця відбилась в 1907 році заснуванням Музею Старого Петербурга (разом із іншими), де згодом став членом її дирекції.

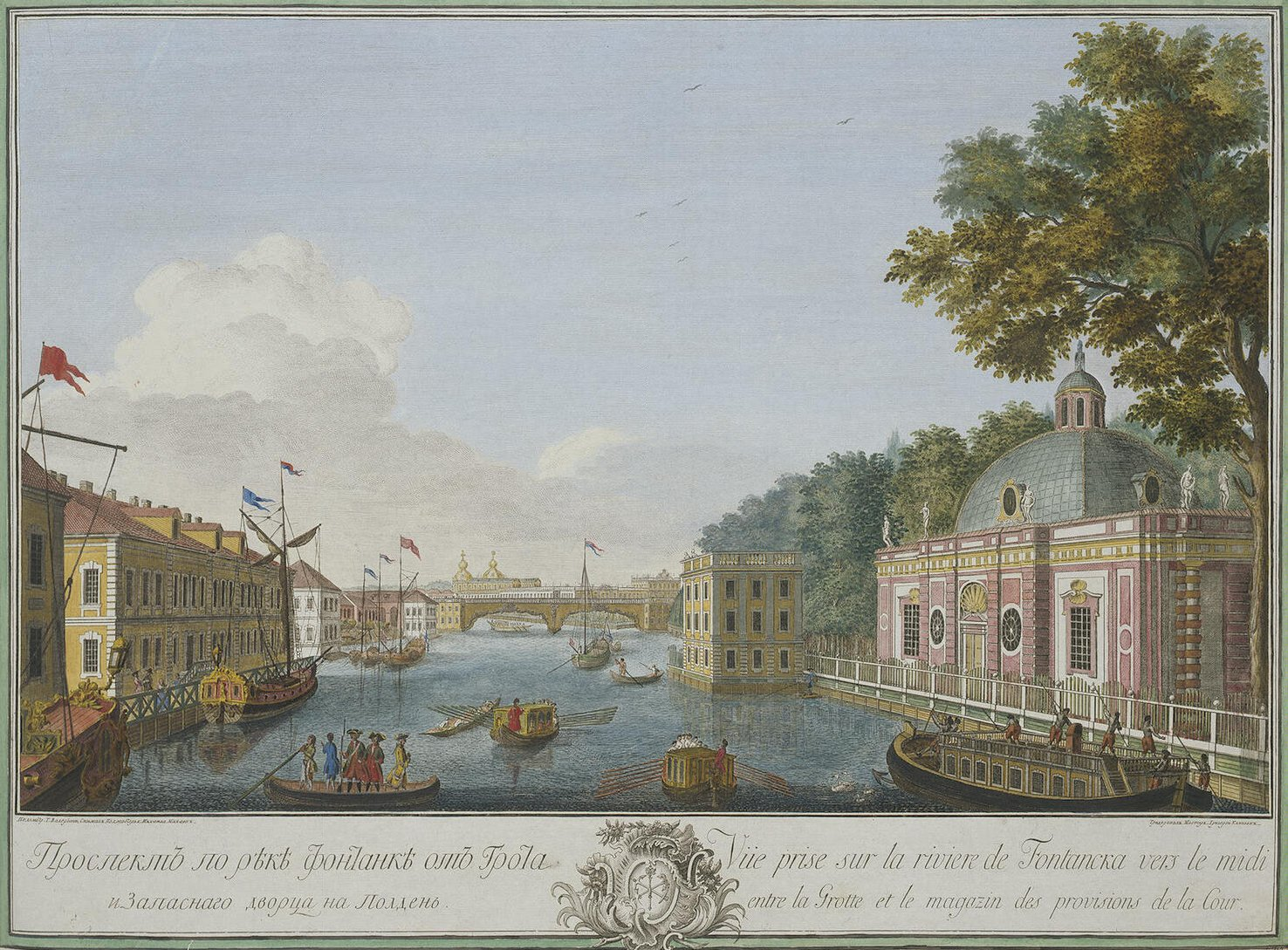
Павільйн Грот в Літньому саду. Розфарбована гравюра 1753 року.

Після більшовицького перевороту 1917 року працював в Наркоматі просвіти, в відділенні охорони пам'яток мистецтва та архітектури. В 1918 році був членом Комісії з реквізиції церковних коштовностей з домових церков царської родини та аристократів, що емігрували з країни, зрештою був призначений на посаду народного комісара та завідувача відділу садів и парків Петрограда та його околиць. Перший директор Музею садово-паркового мистецтва, ліквідованого за часів СРСР.
Володимир Курбатов був серед ініціаторів створення Музею міста (заснований 1918 року, згодом Музей історії Санкт-Петербурга), Інституту історії мистецтв (з 1920 року його професор), краєзнавчого товариства «Старий Петербург» (з 1921 року).

## Арешт
На громадського діяча і науковця звернули увагу у НКВС. Йому пригадали недовге особисте дворянство рано померлого батька і дворянське походження його дружини. За безпідставним звинуваченням Володимир Кубатов був арештований і перебував в ув'язненні з 22 жовтня 1938 до 9 квітня 1939 року. Був звільнений за відсутністю злочину і припиненню розслідування…

## Евакуація у роки війни
Хімік-науковець був евакуйований з блокованого Ленінграда разом із хімлабораторією у місто Казань. Працював на новому місці як хімік — науковець, був науковим консультантом технологій низки виробництв, котрі працювали на військові відомства оборонного спрямування.
Ще 1944 року 66-річний Володимир Якович Курбатов отримав від сталінського уряду орден Трудового Червоного Прапора.

## Останні роки
В 1930-х рр. мешкав на проспекті Пролетарської Перемоги (нині Большой проспект, Василівський острів), буд. 25 та в Тучковому провулку, буд. 3.
Помер в Ленінграді в лютому 1957 року. Був похований на Шуваловскому цвинтарі.

## Бібліофіл і колекціонер

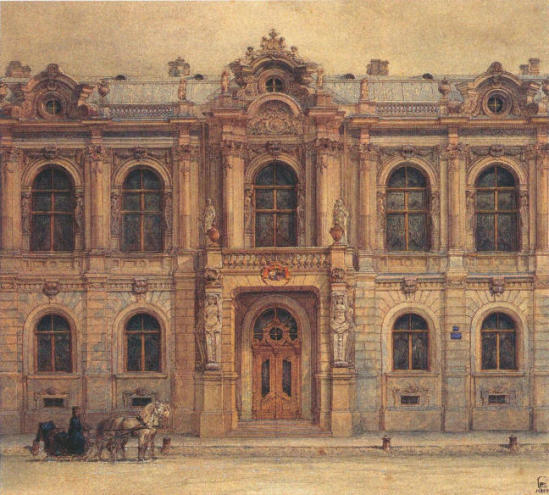
Особняк графині З. Юсупової на Літейному пр. Малюнок В. С. Садовникова. 1866 р. Центральний лекторій Ленінграда за часів СРСР.

Володимир Курбатов був також відомим в Ленінграді бібліофілом та колекціонером. Прагнення створити власну бібліотеку було обумовлене як науковими пошуками щодо хімії, так і мистецтвознавчими розшуками. Курбатов сам збирав антикварні видання венеціанських друкарень і був знавцем видань 16 — 17 ст.
Архівні розшуки щодо історії Петербурга та його архітекторів спричинили появу в збірках науковця оригінальних малюнків і гравюр. Так, він придбав малюнки Тома де Томона та Джакомо Кваренгі, котрі інакше висвітили для історика внесок цих архітекторів в історію забудови Санкт-Петербурга. Для створення монографії «Сади і парки» почав діяльно збирати джерела і графічні матеріали щодо садово-паркового мистецтва. Видання вийшло з друку 1913 року і майже 80 років було єдиним подібним в Росії. Так в колекціях Володимира Курбатова опинились рідкісні увражі і гравюри 18-19 ст., як російські, так і іноземні. В повоєнні роки володар, щойно повернувшись з евакуації в Ленінград, знайшов власну бібліотеку і колекції в хаотичному стані, але збереженими. Прагнення зберегти їх привело до рішення продати книги і колекції в державні установи. Видання приватної бібліотеки та гравюри збірки В. Я. Курбатова перешли до збірок Державного Ермітажу, Академії архітектури СРСР, Музею історії Ленінграда тощо.
Як знавець потреб Музею старого Петербурга Володимир Курбатов сприяв придбанню в фонди музею оригіналів малюнків та акварелей художника Садовникова Василя Семеновича (1800—1879), котрий зафіксував краєвиди міста доби пізнього класицизму 19 ст., чим сприяв збереженню цього графічного матеріалу.

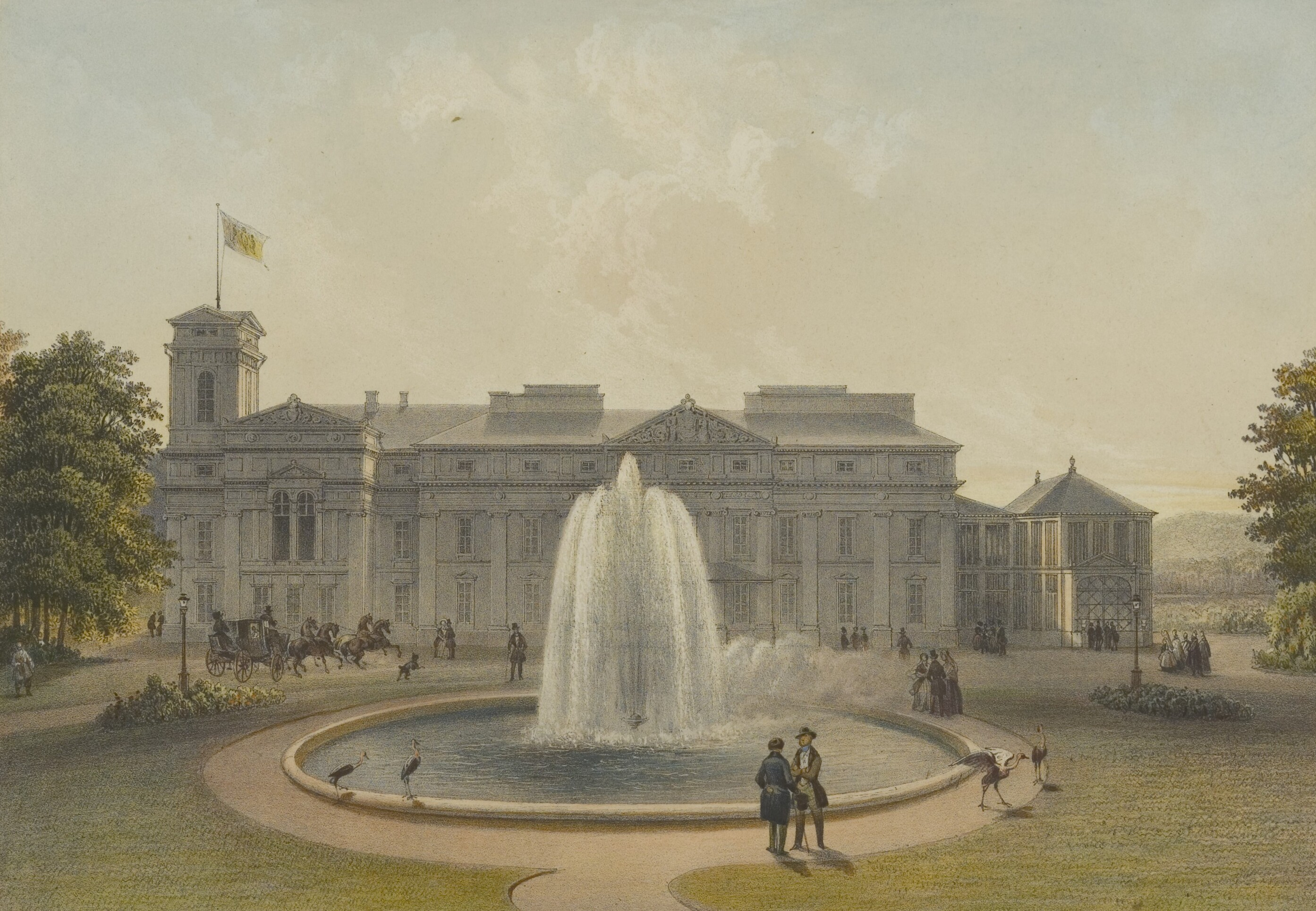
Садовников В. С. «Вяркяйський палац, Вільнюс». 1848 р. Літографія.
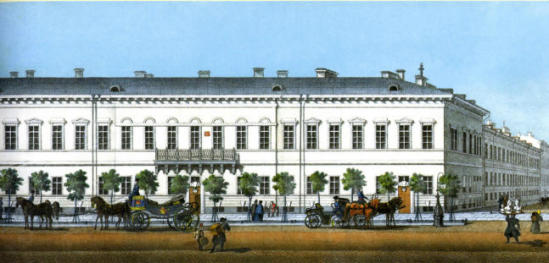
Садовников В. С. «Невський проспект. Готель Демідова», 1835 рік.
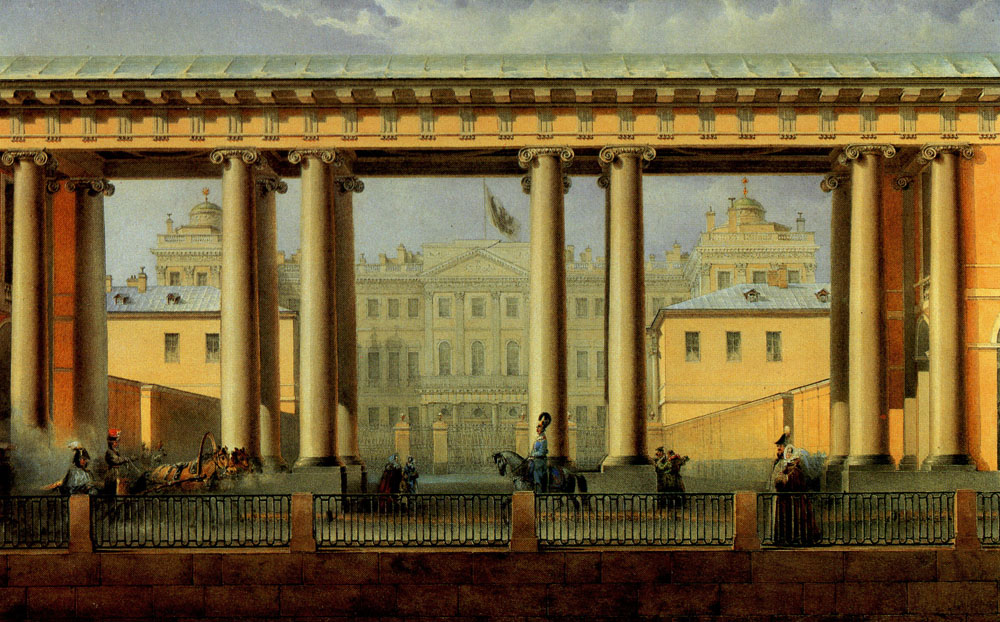
Садовников В. С. «Колонада Анічкова палацу з боку річки Фонтанки», 1838 р.

## Друковані твори (російською)

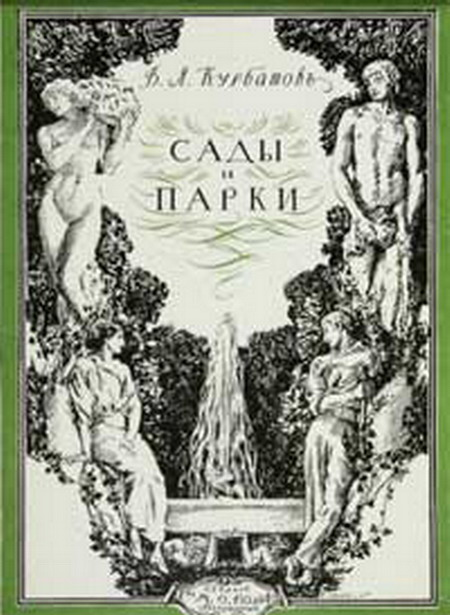
Видання «Сады и парки» 1913 р., обкладинка

Фахові й біографічні твори :
- «Жизнь и труды Д. И. Менделеева». Киев. 1907 г.
- «Введение в химию». Пг. 1919 г.
- «Закон Д. И. Менделеева». Л. 1925 г.
- «Наука — основа химической промышленности». Л. 1929 г.
- «Менделеев». Л.: «Детгиз». 1954 г.

Він автор близько ста праць з історії мистецтв. Серед них:
- «Классицизм и ампир». СПб. 1912 г.
- «Павловск. Художественно-исторический очерк и путеводитель». СПб. 1912 г.
- «Петербург. Художественно-исторический очерк и обзор художественного богатства столицы». СПб. 1913 г.
- «О скульптурных украшениях петербургских построек». СПб. 1914 г.
- «О красоте Петрограда». Пг. 1915 г.
- «Сады и парки: История и теория садового искусства». Пг. 1916. (Переиздана в 2007, ISBN 978-5-699-19502-2)
- Необходимо ли самостоятельное ведомство изящных искусств? Пг. 1917 г.
- «Гатчина». Л. 1925 г.
- «Детское Село». Л. 1925 г.
- «Музей города. Музей Старого Петербурга». Л. 1928 г.